# 帝皇光輝
帝皇光輝（日语：キングヘイロー），是日本純種競賽馬匹。生涯活躍短途至中距離賽事，被譽爲98黃金世代之一。

## 出賽前
1995年4月28日出生於北海道新冠町協和牧場，被馬主淺川吉男購入。
其後交由栗東訓練中心練馬師坂口正大訓練。

## 競賽生涯

### 3歲（現2歲）
1997年10月5日出戰京都競馬場的3歲新馬戰，由福永祐一策騎。比賽途中以先行戰術獲得優秀，並於直路上輕鬆加速獲勝。
其後出戰條件戰黃菊賞，轉爲使用後上跑法並跑出全場最佳末腳，再次獲得勝利。
11月15日出戰東京體育盃三歲錦標，獲得第一人氣。比賽開始後，其處於第七的較後位置，但於通過第一彎道後便逐漸爬升至第五。進入最後直路後，其一舉加速爆發末腳超越前方所有賽駒，更以2 1/2馬位的巨大優勢戰勝第二的礦之戀，獲得首個分級賽冠軍。
其後出戰短波電台三歲錦標，因此前三連勝的戰績，再次獲得第一人氣。比賽開始後，帝皇光輝處於先頭位置推進，並於比賽途中不斷向前爬升。通過第四彎道時，其處於第三的位置並以良好的姿態進入直路。進入直路後，其開始加速衝刺，可惜後方的Lord Ax以更強勢的姿態發力，最終帝皇光輝被Lord Ax超越，以1 1/4馬位落敗。
雖然連勝紀錄被中斷，但三冠一亞的成績依然令陣營大受震撼，因而決定以經典三冠賽事爲目標。

### 4歲（現3歲）
1998年首戰爲皋月賞前哨戰彌生賞，因過往優秀戰績獲得第一人氣。比賽開始後，星雲天空開始領放，以帝皇光輝則於先頭的位置推進。比賽中途，其一度減慢節奏將自身處於後方位置，並以第七通過最後彎道。進入直路後，前方的星雲天空勢頭未減，帝皇光輝則和特別週一同加速衝刺。最終，特別週成功發揮末腳加速力超越星雲天空奪冠，而帝皇光輝則未能追上星雲天空以僅獲季軍。
其後出戰皋月賞，再次和星雲天空及特別週決鬥。比賽開始後，星雲天空依然如同上場比賽一樣處於先頭領放，帝皇光輝則處於第四的位置追趕。比賽途中，帝皇光輝開始慢慢爬升，並緊隨星雲天空進入最後直路。進入直路後，後方的特別週開始加速衝刺，帝皇光輝則保持速度抵擋特別週的衝擊。最終，其成功壓制特別週後上勢頭，但未能阻止星雲天空一放到底，獲得第二。
6月7日出戰東京優駿（日本打吡），僅落後於特別週獲得第二人氣。比賽開始後，其率先搶佔位置領放，並達成日本賽馬史上第二快的初段速度。然而進入最後直路後，其因體力不支而失速，最終以低十四名大敗。
其後進入放草休養，備戰秋季的賽事。
秋季首戰爲9月20的神戶新聞盃，改爲由岡部幸雄策騎。比賽途中雖然以良好節奏處於先頭位置，但於最後直路上的決鬥敗給Kanetoshi Governor及Bold Emperor以獲得第三。
其後出戰出戰京都新聞盃再次遇上特別週，其被對手凌厲的後上速度壓制，以頸位再次落敗得第二。
11月其出戰三冠尾關菊花賞，獲得第三人氣。比賽開始後，星雲天空再次領放，帝皇光輝則以繼續以擅長的先行戰術作爲推進策略。進入直路後，星雲天空腳程未見疲倦，以帝皇光輝則發力開始加速。最終，星雲天空一放到底以3 1/2馬位優勢擊敗第二的特別週，帝皇光輝則未能進一步加速得第五。
年末出戰有馬紀念，此戰徹底暴露帝皇光輝不擅長長距離賽事的短板，於未能突破出馬群下僅獲第六。

### 5歲（現4歲）
1999年進入4歲生涯，鑑於上年度於中長距離賽事的不理想表現，陣營決定安排其轉戰一哩賽事尋求突破。
2月7日出戰三級賽東京新聞盃，獲得第一人氣，改爲由柴田善臣策騎。比賽途中停留於先頭位置並於最後直路爆發跑出全場最佳末腳取勝。其後再次於中山紀念，以相似戰術再次獲得冠軍。
由於於一哩分級賽兩連勝，當時其被視爲有望跟隨大樹快車的腳步於一哩戰線發光發熱。然而於6月13日出戰安田紀念，在比賽初段維持於先頭位置的情況下，於最後直路失速，以第十一大敗。
其後出戰寶塚紀念，再次因失速以第八落敗。
放草過後出戰秋季首場賽事每日王冠，再次更換騎手，由橫山典弘策騎。但是次比賽，其因爲於初段留得太後而僅奪第五。
其後出戰秋季天皇賞，再次因未能進一步加速而以第七落敗。
11月21日出戰一哩冠軍賽，重新由福永策騎。比賽途中其處於中團位置，若於大概第七左右向前推進。進入直路後，其發力加速衝出馬群，爆發出全場最快末腳，可惜仍然未能超越處於前方並同樣跑出全場最快腳的空中聖戰，再次於一級賽飲恨。
12月出戰短途馬錦標，獲得第四人氣。比賽途中雖然再次跑出全場最快末腳，但因留得太後而未能成功追上前方的黑鷹及愛麗世界，獲得季軍。

### 6歲（現5歲）
進入2000年，希望於一級賽取得突破的陣營考慮其泥地背景，計劃安排其出戰二月錦標。
2月20日按計劃出戰二月錦標，皆因此戰爲其首次出戰泥地賽事，馬迷對其開拓新戰場有所期望而獲得第一人氣。然而於比賽中，其所處的內欄位置受到沙塵揚起的影響，未能專心比賽以致對騎師柴田的指揮無響應，最終於無法加速下，以第十三完賽。是次比賽過後，其經已連續於十場一級賽中落敗，因而練馬師坂口正大飽受批評，但其和陣營仍然未放棄一級賽奪冠的夢想。
3月26日出戰高松宮紀念，由於此前的戰績只獲第四人氣。比賽開始後目白情人由先頭馬匹中脫穎而出領放，帝皇光輝則於後方待機準備實施後上的戰術。進入直路後，前方衝出的馬匹經已陷入膠着混戰，眼見前方的纏鬥的愛麗世界和黑鷹將有一匹奪得冠軍時，帝皇光輝突然由外檔後方加速，以凌厲的末腳逐步爬升，並於終點以頸位超過黑鷹及愛麗世界，成功捧走首個一級賽冠軍。
其後乘着勢頭出戰京王盃春季盃，卻以第十一大敗。
6月4日出戰安田紀念，進入直路後不敵後上的靚蝦王及多力達，獲得第三，但此成績爲出戰的日本代表中最佳。
進入秋季賽事後，其表現沒有太大提升，於短途馬錦標獲得第七後，更於天鵝錦標以第十一大敗，其後出戰一哩冠軍賽再度獲得第七。
12月月24日出戰有馬紀念，僅獲得第九人氣。本次比賽進入直路後，於處馬群後方的帝皇光輝加速衝刺，僅以約1 1/4馬位的差距落後於冠軍好歌劇獲得第四，見證了「歌劇王朝」的巔峯。
有馬紀念賽後，陣營安排其退役。

### 詳細賽績
| 日期       | 舉辦國家 | 馬場 | 距離   | 級別 | 賽事名稱           | 負重 | 騎師     | 馬號 | 名次 | 時間   | 頭馬（二馬）       |
| ---------- | -------- | ---- | ------ | ---- | ------------------ | ---- | -------- | ---- | ---- | ------ | ------------------ |
| 5/10/1997  | 日本     | 京都 | 草1600 |      | 3歲新馬            | 53   | 福永祐一 | 10   | 1    | 1:37.0 | （Admire Dios）    |
| 25/10/1997 | 日本     | 京都 | 草1800 |      | 黄菊賞             | 53   | 福永祐一 | 6    | 1    | 1:48.8 | （Koei Tenkaichi） |
| 15/11/1997 | 日本     | 東京 | 草1800 | GIII | 東京體育盃三歲錦標 | 54   | 福永祐一 | 8    | 1    | 1:48.0 | （礦之戀）         |
| 22/12/1997 | 日本     | 阪神 | 草2000 | GIII | 短波電台盃三歲錦標 | 54   | 福永祐一 | 9    | 2    | 2:04.0 | Lord Ax            |
| 8/3/1998   | 日本     | 中山 | 草2000 | GII  | 彌生賞             | 55   | 福永祐一 | 3    | 3    | 2:02.6 | 特別週             |
| 19/4/1998  | 日本     | 中山 | 草2000 | GI   | 皋月賞             | 57   | 福永祐一 | 12   | 2    | 2:01.4 | 星雲天空           |
| 7/6/1998   | 日本     | 東京 | 草2400 | GI   | 東京優駿           | 57   | 福永祐一 | 2    | 14   | 2:28.4 | 特別週             |
| 20/9/1998  | 日本     | 阪神 | 草2000 | GII  | 神戸新聞盃         | 57   | 岡部幸雄 | 6    | 3    | 2:02.2 | Kanetoshi Governor |
| 18/10/1998 | 日本     | 京都 | 草2200 | GII  | 京都新聞盃         | 57   | 福永祐一 | 15   | 2    | 2:15.1 | 特別週             |
| 8/11/1998  | 日本     | 京都 | 草3000 | GI   | 菊花賞             | 57   | 福永祐一 | 9    | 5    | 3:03.9 | 星雲天空           |
| 27/12/1998 | 日本     | 中山 | 草2500 | GI   | 有馬記念           | 55   | 福永祐一 | 13   | 6    | 2:32.9 | 草上飛             |
| 7/2/1999   | 日本     | 東京 | 草1600 | GIII | 東京新聞盃         | 57   | 柴田善臣 | 11   | 1    | 1:33.5 | （Keiwan Viking）  |
| 14/3/1999  | 日本     | 中山 | 草1800 | GII  | 中山紀念           | 57   | 柴田善臣 | 5    | 1    | 1:47.5 | （大和德州）       |
| 13/6/1999  | 日本     | 東京 | 草1600 | GI   | 安田紀念           | 58   | 柴田善臣 | 10   | 11   | 1:35.1 | 空中聖戰           |
| 11/7/1999  | 日本     | 阪神 | 草2200 | GI   | 寶塚紀念           | 58   | 柴田善臣 | 10   | 8    | 2:14.6 | 草上飛             |
| 10/10/1999 | 日本     | 東京 | 草1800 | GII  | 每日王冠           | 58   | 橫山典弘 | 9    | 5    | 1:46.2 | 草上飛             |
| 31/10/1999 | 日本     | 東京 | 草2000 | GI   | 秋季天皇賞         | 58   | 柴田善臣 | 16   | 7    | 1:58.6 | 特別週             |
| 21/11/1999 | 日本     | 京都 | 草1600 | GI   | 一哩冠軍賽         | 57   | 福永祐一 | 9    | 2    | 1:33.0 | 空中聖戰           |
| 19/12/1999 | 日本     | 中山 | 草1200 | GI   | 短途馬錦標         | 57   | 福永祐一 | 13   | 3    | 1:08.4 | 黑鷹               |
| 20/2/2000  | 日本     | 東京 | 泥1600 | GI   | 二月錦標           | 57   | 柴田善臣 | 2    | 13   | 1:37.2 | 飛箭               |
| 26/3/2000  | 日本     | 中京 | 草1200 | GI   | 高松宮記念         | 57   | 柴田善臣 | 13   | 1    | 1:08.6 | （神聖之光）       |
| 14/5/2000  | 日本     | 東京 | 草1400 | GII  | 京王盃春季盃       | 59   | 柴田善臣 | 12   | 11   | 1:22.0 | 痛快駒             |
| 4/6/2000   | 日本     | 東京 | 草1600 | GI   | 安田紀念           | 58   | 福永祐一 | 9    | 3    | 1:34.1 | 靚蝦王             |
| 1/10/2000  | 日本     | 中山 | 草1200 | GI   | 短途馬錦標         | 57   | 柴田善臣 | 4    | 7    | 1:09.6 | 大德大和           |
| 28/10/2000 | 日本     | 京都 | 草1400 | GII  | 天鵝錦標           | 59   | 柴田善臣 | 12   | 12   | 1:21.5 | 大德大和           |
| 19/11/2000 | 日本     | 京都 | 草1600 | GI   | 一哩冠軍賽         | 57   | 柴田善臣 | 8    | 7    | 1:33.2 | 愛麗數碼           |
| 24/12/2000 | 日本     | 中山 | 草2500 | GI   | 有馬紀念           | 56   | 柴田善臣 | 10   | 4    | 2:34.3 | 好歌劇             |

## 退役後
退役後，帝皇光輝成爲了配種馬，於北海道新冠町優駿Stallion Station休養，在2001年進行配種，配種費爲100萬日圓。第一批子嗣於2002年出生。第一批子嗣可於2004年出賽，9月12日已經有中央的賽駒在未勝利戰中取勝。2006年1月9日，Go Go Kirishima在新山紀念取勝，成為首匹在分級賽取勝的子嗣。5月21日，川上公主於優駿牝馬（日本橡樹大賽）取勝，成爲首匹勝出一級賽的帝皇光輝子嗣。其後桂冠戰士於2009年勝出高松宮紀念，成功達成父子制霸。作爲母父，其外孫成績亦不錯，2021年妙發靈機追隨其短途賽事腳步贏得短途馬錦標，而2022年春秋分更以三歲馬身份連奪秋季天皇賞及有馬紀念並問鼎日本馬王。
2019年3月19日於同一地點因衰老而死亡，享年24歲。

### 主要子嗣

#### 一級賽優勝子嗣
粗體字為一級賽
2003年生
- 川上公主（優駿牝馬、秋華賞）

2004年生
- 桂冠戰士（東京新聞盃、阪急盃、高松宮紀念、短途馬錦標）

2008年生
- Medeia（兩次TCK女王盃、海洋盃、閃耀女士盃、雌馬預賽、日本育馬場盃雌馬經典賽）

#### 分級賽優勝子嗣
2002年生
- King's Zone（夏日短途錦標）

2003年生
- Go Go Kirishima（新山紀念）
- Kikuno Arrow（大尾光紀念）

2009年生
- Courir Kaiser（美國賽馬會盃）

2010年生
- Chateau Blanche（人魚錦標）
- Kitasan Mikazuki（兩次東京盃、東京短途錦標）

2013年生
- 大名妃子（夏季短途錦標、北九洲紀念）
- 天麗光輝（北九洲紀念、阪急盃、阪神盃）

2018年生
- 重整思想（小倉紀念）

## 血統簡介
父系勇舞爲美國生產的英國賽駒，生涯僅得一敗，曾於1986年奪得凱旋門大賽冠軍，被譽爲1980年代歐洲最強賽駒。祖父利法爾爲美國生產的法國賽駒，出自著名種馬北地舞人系，生涯亦僅得一敗，退役後亦成爲歐洲著名種馬，現以成爲一支獨立系統。
母系Goodbye Halo爲美國賽駒，生涯戰績優秀，曾勝出七項一級賽，爲當地頂級雌馬之一。外祖父Halo爲亦美國賽駒，曾贏得一級賽冠軍，爲美國冠軍種馬。

### 血統表
| 父線：利法爾系（北地舞人系）                                                |                                |                |                |
| 種馬 勇舞 1983年（棗色）                                                    | 利法爾 1969年（棗色）          | 北地舞人       | 新北區         |
| 種馬 勇舞 1983年（棗色）                                                    | 利法爾 1969年（棗色）          | 北地舞人       | Natalma        |
| 種馬 勇舞 1983年（棗色）                                                    | 利法爾 1969年（棗色）          | Goofed         | Court Martial  |
| 種馬 勇舞 1983年（棗色）                                                    | 利法爾 1969年（棗色）          | Goofed         | Barra          |
| 種馬 勇舞 1983年（棗色）                                                    | Navajo Princess 1974年（棗色） | Drone          | Sir Gaylord    |
| 種馬 勇舞 1983年（棗色）                                                    | Navajo Princess 1974年（棗色） | Drone          | Cap and Bell   |
| 種馬 勇舞 1983年（棗色）                                                    | Navajo Princess 1974年（棗色） | Olmec          | Pago Pago      |
| 種馬 勇舞 1983年（棗色）                                                    | Navajo Princess 1974年（棗色） | Olmec          | Chocolate Beau |
| 繁殖雌馬 Goodbye Halo 1985年（栗色）                                        | Halo 1969年（深棗色）          | Hail to Reason | Turn-to        |
| 繁殖雌馬 Goodbye Halo 1985年（栗色）                                        | Halo 1969年（深棗色）          | Hail to Reason | Nothirdchance  |
| 繁殖雌馬 Goodbye Halo 1985年（栗色）                                        | Halo 1969年（深棗色）          | Cosmah         | Cosmic Bomb    |
| 繁殖雌馬 Goodbye Halo 1985年（栗色）                                        | Halo 1969年（深棗色）          | Cosmah         | Almahmoud      |
| 繁殖雌馬 Goodbye Halo 1985年（栗色）                                        | Pound Foolish 1979年（棗色）   | Sir Ivor       | Sir Gaylord    |
| 繁殖雌馬 Goodbye Halo 1985年（栗色）                                        | Pound Foolish 1979年（棗色）   | Sir Ivor       | Attica         |
| 繁殖雌馬 Goodbye Halo 1985年（栗色）                                        | Pound Foolish 1979年（棗色）   | Squander       | Buckpasser     |
| 繁殖雌馬 Goodbye Halo 1985年（栗色）                                        | Pound Foolish 1979年（棗色）   | Squander       | Discipline     |
| 雌系：號族：8-h                                                             |                                |                |                |
| 五代內近親交配：Sir Gaylord 4×4、Turn-to 5×4×5、Almahmoud 5×4、Tom Fool 5×5 |                                |                |                |

## 命名由來
名字中，King（キング）即是國王，而Halo（ヘイロー）則有光環、光輝等意思，繼承自母系Goodbye Halo的名字。

## 外部連結
- 帝皇光輝 netkeiba.com （页面存档备份，存于）
- 血統表 （页面存档备份，存于）